# Stompe krabspin
De stompe krabspin (Pistius truncatus) is een spin uit de familie krabspinnen (Thomisidae).
Het vrouwtje wordt 9 mm groot, het mannetje wordt 5 mm. De spin is bruin tot roodbruin met lichtere achterpoten (het 3e en 4e paar). Het kopborststuk is breed en vlak. Het achterlijf is driehoekig dat zich aan het eind terugtrekt in twee knobbels. De soort leeft in struiken en bosranden in het westelijke Palearctisch gebied.